# Boa Esperança, Minas Gerais
Boa Esperança este un oraș în unitatea federativă  Minas Gerais (MG), Brazilia.